# Trine Helgebostad
Trine Helgebostad – norweska curlerka odnosząca sukcesy na arenie międzynarodowej w kategorii juniorów. 
Jako trzecia w zespole Marianne Aspelin brała udział w Mistrzostwach Europy Juniorów 1985. Norweżki awansowały do półfinału, w którym 5:4 pokonały Szwedki (Elisabet Johansson), sięgnęły po złote medale triumfując nad Szkotkami (Lorna Muirhead) 7:6. Rok później również zakwalifikowały się do półfinału, jednak uległy w nim 2:7 Szwajcarii (Marianne Flotron), zespół Aspelin powrócił z Hamburga z brązowymi medalami - w meczu o 3. miejsce pokonał gospodynie (Andrea Schöpp) 8:5. W 1987 występowała na drugiej pozycji, reprezentantki Norwegii ponownie zdobyły tytuły mistrzyń Europy. W decydującym spotkaniu pokonały 6:5 Szwedki (Anette Norberg). 
W 1988 odbyły się Pierwsze Mistrzostwa Świata Juniorów. Helgebostad zagrywała 5. i 6. kamienie dla Niny Grimmer. Norweżki zajęły 5. miejsce, w barażu do fazy finałowej uległy 1:10 Szkotkom (Carolyn Hutchinson). Podczas kolejnej edycji zawodów Trine objęła funkcję kapitana zespołu. Pod jej przywództwem ekipa w rundzie grupowej wygrała 7 z 9 spotkań i z 3. miejsca awansowała do fazy play-off. Norwegia w półfinale zwyciężyła 5:3 nad Szwecją (Cathrine Norberg), zdobyła srebrne medale ulegając w finale 3:10 Kanadzie (LaDawn Funk).

## Drużyna
|           | Czwarta           | Trzecia            | Druga              | Otwierająca        |
| --------- | ----------------- | ------------------ | ------------------ | ------------------ |
| 1988/1989 | Trine Helgebostad | Cathrine Ulrichsen | Cecilie Torhaug    | Darcie Skjerpen    |
| 1987/1988 | Nina Grimmer      | Trine Helgebostad  | Cathrine Ulrichsen | Bettina Graham     |
| 1986/1987 | Marianne Aspelin  | Nina Grimmer       | Trine Helgebostad  | Cathrine Ulrichsen |
| 1984/1986 | Marianne Aspelin  | Trine Helgebostad  | Nina Grimmer       | Cathrine Ulrichsen |